# Старческий склероз

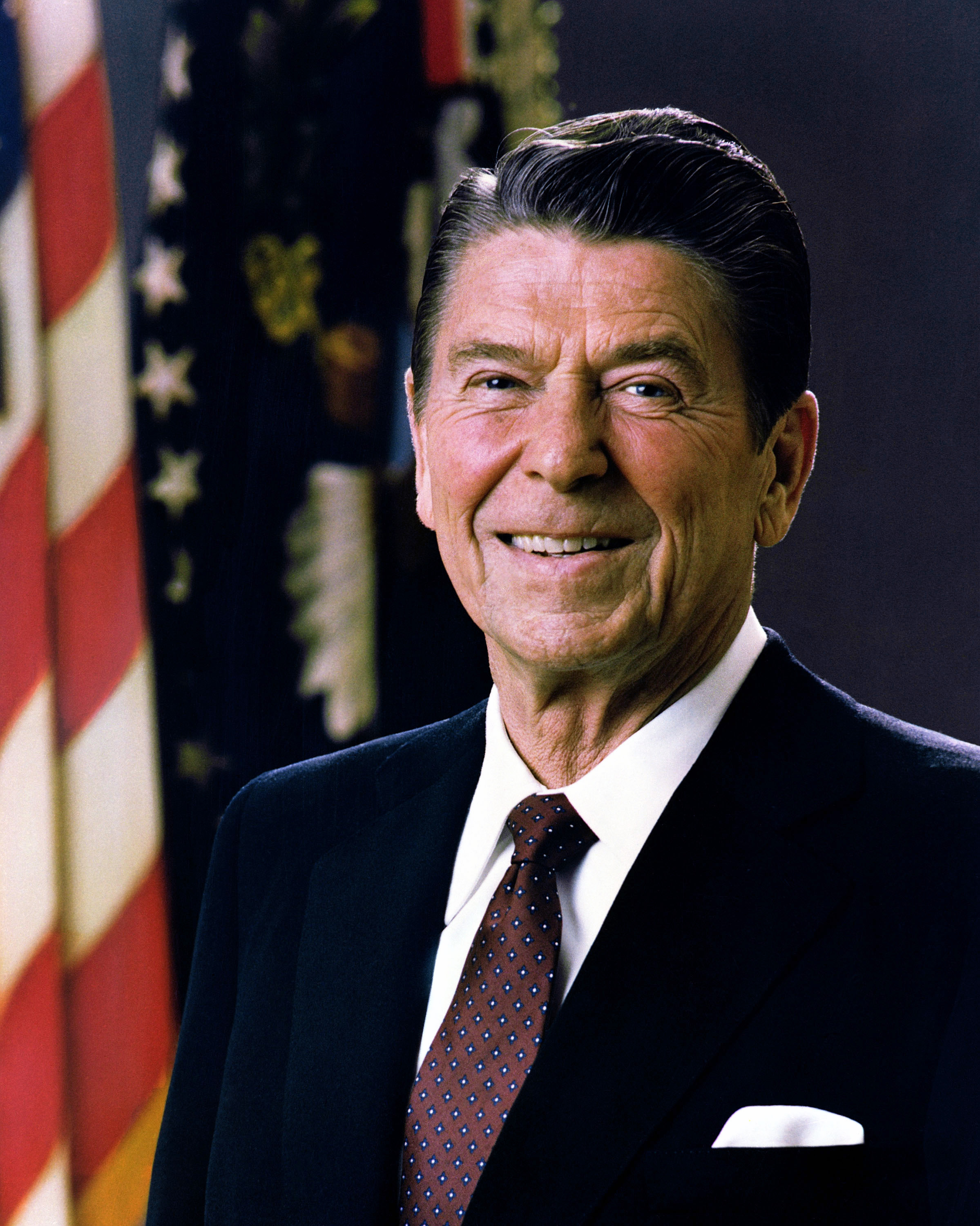
Рональд Рейган из-за болезни Альцгеймера в последние годы жизни постепенно терял память и перестал узнавать близких людей

Ста́рческий склеро́з — устойчивое выражение в русском языке, которое зачастую используют, говоря о нарушениях памяти (в том числе парамнезии) и расстройствах личности у людей пожилого возраста. При этом болезни под названием «старческий склероз» не существует, а речь идёт, как правило, о деменциях позднего возраста, которые бывают сосудистыми (церебральный атеросклероз), атрофическими (болезнь Альцгеймера, болезнь Пика, болезнь Паркинсона) и смешанными. 
Существует заболевание рассеянный склероз, проявления которого кардинально отличаются от симптомов, приписываемых старческому склерозу.
Выражение «старческий склероз», вероятно, происходит от диагноза «церебральный атеросклероз» (он же — атеросклероз сосудов головного мозга) как известной с более раннего времени причине деменции у пожилых. Термин склероз сам по себе означает замещение нормальной специфической ткани в каком-либо органе на более плотную соединительную ткань и, в данном случае, поражённым органом является не головной мозг, а артерии, по которым происходит кровоснабжение головного мозга.
Фразеологизм «старческий склероз» встречается не только в разговорной речи, но и в научно-популярной литературе. Например, в электронном издании «Наука и технологии России» пишут:
В ходе своей работы учёные-неврологи обследовали 197 человек в возрасте от 70 до 89 лет с нарушениями когнитивных способностей мозга, и 1124 человека того же возраста — без подобных нарушений умственной деятельности. Представители первой группы добровольцев жаловались на так называемый «старческий склероз» — проблемы с памятью, которые начались с возрастом, а представители второй группы заявляли, что не страдают от забывчивости
Выражение «старческий склероз» может использоваться иносказательно и в более широком смысле. Так, нобелевский лауреат П. Л. Капица в своем выступлении на торжественном собрании, посвященном 50-летию Физико-технического института им. А. Ф. Иоффе, сказал:
Мы знаем, что с возрастом у человека теряется способность к размножению, то же самое может наблюдаться и у института. Опыт показывает, что здоровая жизнедеятельность научного института сопровождается воспитанием молодежи, кадров, которые, отпочковываясь, создают самостоятельные институты и лаборатории, в которых развиваются новые направления. Если институт перестает это делать, то это проявление старческого склероза
В английском языке нет словосочетания, аналогичного выражению «старческий склероз», а в соответствующих случаях даже в обыденном языке используются выражения «Alzheimer’s disease» («болезнь Альцгеймера») или «senile dementia» («сенильная деменция», старческое слабоумие).